# Falkirk
Falkirk er en by i det centrale Skotland med (pr. 2007) ca. 34.000 indbyggere. Byen er centrum i Falkirk kommune og ligger midt mellem Skotlands to største byer, Edinburgh og Glasgow. 
Falkirk er blandt andet kendt for det store slusesystem Falkirk Wheel, der blev indviet i 2002. I 1298 var byen skueplads for et stort slag i Skotlands uafhængighedskrig, hvor de skotske krigere anført af William Wallace blev besejret af den engelske hær under ledelse af kong Edvard den 1.